# Krup
Krup ali laringotraheobronhitis je bolezen dihal, ki jo običajno sproži akutna virusna okužba zgornjih dihal. Posledica okužbe je oteklina grla, ki moti normalno dihanje, čemur sledijo klasični simptomi – lajajoč kašelj, siganje (stridor) in hripavost. Simptomi so lahko blagi, zmerni ali hudi in pogosto se poslabšajo ponoči. Bolezen se pogosto zdravi z enkratnim peroralnim odmerkom kortikosteroidov. Občasno, pri hujših primerih, se daje adrenalin. Hospitalizacija je redko potrebna.
Krup se diagnosticira na osnovi kliničnih znakov. Zdravnik najprej izključi hujše vzroke (npr. epiglotitis ali tujek v dihalih). Nadaljnje preiskave, kot je preiskava krvi, rentgensko slikanje in bakterijske kulture, navadno niso potrebne. Gre za relativno pogosto stanje, ki prej ali slej, najpogosteje pri starosti od 6 mesecev do 5-6 let, prizadene približno 15 % otrok. Bolezen se pri najstnikih in odraslih skoraj ne pojavlja. V preteklosti je  krup običajno povzročila davica, v zahodnem svetu pa ima dandanes ta vzrok, zaradi cepljenja ter izboljšane higiene in življenjskega standarda, predvsem zgodovinski pomen.

## Znaki in simptomi
Za krup so značilni lajajoč kašelj, siganje, hripavost in težave pri dihanju, ki se navadno poslabšajo ponoči. »Lajajoč« kašelj pogosto opisujejo kot glasove, ki jih je slišati pri tjulnjih ali morskih levih. Vznemirjenost ali jok siganje poslabšujeta. Če se siganje zazna med mirovanjem, gre lahko za kritično zoženje dihalnih poti. Če se krup poslabša, se lahko siganje občutno zmanjša.
Drugi simptomi so med drugim vročina, nahod (simptomi značilni za prehlad) in spust prsne stene. Slinjenje ali zelo bolan videz sta znak kakšne druge bolezni.

## Vzrok
Vzrok krupa v ožjem pomenu je navadno virusna okužba. Drugi uporabljajo izraz širše, tako da vključuje akuten laringotraheitis, krup s krči, davico grla, bakterijski traheitis, laringotraheobronhitis in laringotraheobronhopneumonitis. Vzrok za prvi dve obliki bolezni so virusi, patološko gre za lažja obolenja, ostale štiri imajo bakterijski vzrok in so po navadi resnejše.

### Oblike virusnega izvora
Virusni krup ali akutni laringotraheitis v 75 % primerov povzroča  virus parainfluence, predvsem tipa 1 in 2. Drugi virusni povzročitelji so med drugim gripa tipov A in B, ošpice, adenovirus in respiratorni sincicijski virus (RSV). Krup s krči povzroča ista skupina virusov kot akutni laringotraheitis, vendar brez običajnih znakov okužbe (zvišana telesna temperatura, vneto grlo in povečano število levkocitov). Zdravljenje in odziv na zdravljenje sta tudi podobna.

### Oblike bakterijskega izvora
Krup bakterijskega izvora razdelimo v davico grla, bakterijski traheitis, laringotraheobronhitis in laringotraheobronhopneumonitis. Vzrok za davico grla je Corynebacterium diphtheriae. Bakterijski traheitis, laringotraheobronhitis in laringotraheobronhopneumonitis so običajno posledica primarne virusne okužbe, ki se ji pridruži naknadna bakterijska okužba. Najpogosteje so vpletene bakterije Staphylococcus aureus, Streptococcus pneumoniae, Hemophilus influenzae in Moraxella catarrhalis.

## Patofiziologija
Kadar je povzročitelj krupa virus, pride zaradi infiltracije belih krvničk (to so predvsem histiociti, limfociti, plazemske celice in nevtrofilci) do otekanja  grla,sapnika in povečanih bronhijev. Otekanje povzroča zaporo dihalnih poti in v bolj izraženih primerih vodi do bistveno povečanega napora pri dihanju in značilno turbulentnega, glasnega pretoka zraka, ki ga poznamo kot stridor.

## Diagnoza
| Znak              | Število točk za simptom | Število točk za simptom | Število točk za simptom | Število točk za simptom | Število točk za simptom | Število točk za simptom |
| Znak              | 0                       | 1                       | 2                       | 3                       | 4                       | 5                       |
| ----------------- | ----------------------- | ----------------------- | ----------------------- | ----------------------- | ----------------------- | ----------------------- |
| Prsna stena zamik | odsoten                 | blag                    | zmeren                  | hud                     |                         |                         |
| Stridor           | odsoten                 | pri gibanju             | v mirovanju             |                         |                         |                         |
| Cianoza           | odsotna                 |                         |                         |                         | pri gibanju             | v mirovanju             |
| Zavest            | Normalna                |                         |                         |                         |                         | Zmedena                 |
| Prehod zraka      | Normalen                | Znižan                  | Občutno znižan          |                         |                         |                         |

Krup je klinična diagnoza. Prvi korak je izključitev drugih vzrokov za motnje v zgornjih dihalih, kot so epiglotitis, tujek v dihalnih poteh, subglotisna stenoza, angioedem, retrofaringealni absces in bakterijski traheitis.
Rentgensko slikanje vratu ni v navadi. Če se ga opravi, lahko pokaže značilno zoženje sapnika, ki zaradi subglotalne stenoze po obliki spominja na cerkveni zvonik. Ta znak sicer podpira diagnozo, vendar je pri polovici primerov odsoten.
Druge preiskave (na primer preiskave krvi in virusno kulturo) se odsvetuje, saj lahko povzročijo nepotrebno vznemirjenje in tako dodatno obremenijo ogrožene dihalne poti. Virusne kulture, ki se jih dobi z nazofaringealno aspiracijo, lahko sicer pomagajo točno potrditi vzrok, vendar so običajno omejene na raziskovalna okolja. Bakterijsko obliko okužbe je treba upoštevati, če standardno zdravljenje stanja ne izboljša, pri čemer so lahko indicirane dodatne preiskave.

### Hudost
Najpogosteje uporabljani sistem za razvrščanje resnosti krupa je Westleyjeva lestvica. Uporablja se predvsem za raziskovalne namene, ne pa v klinični praksi. Gre za vsoto točk, dodeljenih za pet dejavnikov: stopnjo zavesti, cianozo, stridor, vstop zraka in retrakcije. Točke za vsak dejavnik se vrednoti po tabeli na desni, končni rezultat pa je 0–17.
- Seštevek ≤ 2 kaže na blag krup. Značilen lajajoč kašelj in hripavost sta lahko prisotna, vendar stridorja v mirovanju ni opaziti.[5]
- Rezultat 3–5 se ocenjuje kot zmeren krup. Stridor je zlahka slišati, opaziti je tudi nekaj drugih simptomov.[5]
- Vsota 6–11 pomeni resen krup. Stridor je v tem primeru očiten, opaziti je tudi zamik prsne stene.[5]
- Vsota ≥ 12 kaže na grozečo odpoved dihal. Lajajoč kašelj in stridor sta lahko na tej stopnji odsotna.[5]

85 % otrok, ki obiščejo službo nujne medicinske pomoči, imajo blago obliko bolezni, hud krup se pojavlja redko (< 1 %).

## Preprečevanje
Krup so v številnih primerih preprečili s cepljenjem proti gripi in davici. Nekoč je krup vodil do difteroidnih obolenj, vendar zaradi cepljenja proti davici v razvitem svetu do njega redko pride.

## Zdravljenje
Otroci s krupom morajo na splošno, kolikor je to mogoče, mirovati. Kortikosteroide se daje rutinsko, v hudih primerih se uporablja adrenalin. Otroci, pri katerih nasičenost s kisikom znaša manj kot 92 %, naj bi dobivali kisik, bolnike s hudim krupom pa je treba sprejeti  v bolnišnico na opazovanje.  Če je potreben kisik, se priporoča dajanje »na pripih« (t. j. z virom kisika blizu otrokovega obraza), kar bolnika vznemirja manj kot kisikova maska. Endotrahealna intubacija je potrebna samo pri 0,2 % zdravljenih oseb.

### Steroidi
Kortikosteroidi kot so deksametazon in budezonid, so pri otrocih izboljšali potek bolezni pri vseh stopnjah krupa.  Do opaznega izboljšanja pride že šest ur po dajanju. Zdravila so učinkovita, če se jih daje peroralno, parenteralno, ali z inhalacijo, pri čemer ima peroralna metoda prednost. Po navadi je potreben samo enkratni odmerek, za katerega na splošno velja, da je precej varen. Odmerki deksametazona 0,15, 0,3 in 0,6 mg/kg so, kot se zdi, vsi enako učinkoviti.

### Adrenalin
Zmeren do hud krup je mogoče začasno izboljšati z adrenalinom v v pršilu. Adrenalin običajno v 10–30 minutah zniža hudost bolezni, učinek pa traja približno dve uri. Če se po izboljšanju zaradi zdravila v dveh do štirih ne poslabša, se otroka po navadi odpusti iz bolnišnice.

### Drugo
Za krup se je iskalo tudi druge oblike zdravljenja, vendar za njihovo uporabo ni dovolj dokazov. Vdihavanje vroče pare ali vlažnega zraka je tradicionalen način samooskrbe, vendar klinične študije niso uspele dokazati, da bi bila učinkovita, zato se jo danes redko uporablja. Prav tako odsvetujejo uporabo zdravil proti kašlju, ki po navadi vsebujejo dekstrometorfan in / ali guiafenesin. V preteklosti so dajali vdihavati heliox (mešanico helija in kisika), ki je zmajšala dihalni napor, vendar je za njeno koristnost zelo malo dokazov. Krup je običajno virusna bolezen, zato se antibiotikov ne uporablja. Uporabi se jih ob sumu na sekundarno bakterijsko okužbo. Takrat priporočajo antibiotika vankomicin in cefotaksim. V hujših primerih, povezanih z gripo tipa A ali B, se lahko uporabi protivirusne zaviralce nevraminidaze.

## Prognoza
Virusni krup je navadno samoomejujoča bolezen. V zelo redkih primerih lahko zaradi odpovedi dihal ali srčnega zastoja povzroči smrt. Simptomi se običajno izboljšajo v dveh dneh, lahko pa trajajo do sedem dni. Drugi občasni zapleti so bakterijski traheitis, pljučnica in pljučni edem.

## Epidemiologija
Za krupom zboli približno 15 % otrok, najpogosteje v starosti od 6 mesecev do 5-6 let. To pri tej starostni skupini pomeni približno 5 % sprejemov v bolnišnice. V redkih primerih se lahko pojavi pri otrocih, mlajših od 3 mesecev ali pa starejših od 15 let. Moški so prizadeti 50 % pogosteje kot ženske in pogosteje se pojavlja jeseni.

## Zgodovina
Izvor imena bolezni je glagol croup (zgodnja moderna angleščina), katerega pomen je »hripavo kričati«. Bolezen so tako začeti imenovati na Škotskem v 18. stoletju. Davični krup so poznali že za časa Homerja (antična Grčija) in šele leta 1826 je Bretonneau uspel dokazati razlike med virusnim krupom in krupom zaradi davice. Francozi so virusni krup imenovali »faux-croup«,  t. j. lažen krup – kot »krup« so razumeli bolezen, ki jo povzroča bakterija davice. Zaradi učinkovitega cepljenja, ki se je začelo kasneje, je davični krup postal skoraj neznan.